# هولي هيل (كارولاينا الجنوبية)
هولي هيل (بالإنجليزية: Holly Hill, South Carolina)‏ هي بلدة أمريكية تقع في الولايات المتحدة في مقاطعة أورانجبورغ (كارولاينا الجنوبية). يقدر عدد سكانها بـ 1,281 نسمة ومساحتها 3.5 كم2 وترتفع عن سطح البحر 32 متر.

## التركيبة السكانية
حدّد مكتب تعداد الولايات المتحدة بيانات التركيبة السكانية لهولي هيل في تعداد الولايات المتحدة. في ما يلي، التركيبة السكانية حسب تعدادي 2000 و2010.

### تعداد عام 2000
بلغ عدد سكان هولي هيل 1,281 نسمة بحسب تعداد عام 2000، وبلغ عدد الأسر 502 أسرة وعدد العائلات 360 عائلة مقيمة في البلدة. في حين سجلت الكثافة السكانية 377.9 نسمة لكل كيلومتر مربع (978.8/ميل2). وبلغ عدد الوحدات السكنية 575 وحدة بمتوسط كثافة قدره 169.6 لكل كيلومتر مربع (439.3/ميل2).
وتوزع التركيب العرقي للبلدة بنسبة 48.95% من البيض و50.04% من الأمريكيين الأفارقة و0.39% من الأمريكيين الأصليين و0.08% من الأمريكيين ذوي الأصول الآسيوية و0.55% من عرقين مختلطين أو أكثر و0.47% من الهسبانيون أو اللاتينيون من أي عرق.
بلغ عدد الأسر 502 أسرة كانت نسبة 35.5% منها لديها أطفال تحت سن الثامنة عشر تعيش معهم، وبلغت نسبة الأزواج القاطنين مع بعضهم البعض 50.6% من أصل المجموع الكلي للأسر، ونسبة 18.9% من الأسر كان لديها معيلات من الإناث دون وجود شريك،  بينما كانت نسبة 2.2% من الأسر لديها معيلون من الذكور دون وجود شريكة وكانت نسبة 28.3% من غير العائلات. تألفت نسبة 26.5% من أصل جميع الأسر من عدة أفراد يعيشون في نفس المنزل ونسبة 13.9% كانت تتألف من شخص يعيش بمفرده يبلغ من العمر 65 عاماً أو أكثر. وبلغ متوسط حجم الأسرة المعيشية 2.53، أما متوسط حجم العائلات فبلغ 3.05.
بلغ العمر الوسطي للسكان 40.3 عاماً. وكانت نسبة 24.3% من القاطنين تحت سن الثامنة عشر، وكانت نسبة 8.1% بين الثامنة عشر والرابعة والعشرين عاماً، ونسبة 23.6% كانت واقعةً في الفئة العمرية ما بين الخامسة والعشرين والرابعة والأربعين عاماً، ونسبة 25.4% كانت ما بين الخامسة والأربعين والرابعة والستين، ونسبة 17.6% كانت ضمن فئة الخامسة والستين عاماً فما فوق. يوجد لكل 100 أنثى 78.8 ذكر، ويوجد لكل 100 أنثى في الثامنة عشر من عمرها فما فوق 75.0 ذكر.
بلغ متوسط دخل الأسرة في البلدة 33,036 دولارًا، أما متوسط دخل العائلة فبلغ 43,611 دولارًا. وكان متوسط دخل الذكور 36,944 دولارًا مقابل 21,346 دولارًا للإناث. وسجل دخل الفرد الخاص بالبلدة 16,437 دولارًا. وكانت نسبة 10.7% من العائلات ونسبة 15.7% من السكان تحت خط الفقر، وكان من هؤلاء نسبة 20.2% تحت سن الثامنة عشر ونسبة 14.3% في الخامسة والستين من العمر وما فوق.

### تعداد عام 2010
بلغ عدد سكان هولي هيل 1,277 نسمة بحسب تعداد عام 2010، وبلغ عدد الأسر 516 أسرة وعدد العائلات 349 عائلة مقيمة في البلدة. في حين سجلت الكثافة السكانية 376.7 نسمة لكل كيلومتر مربع (975.6/ميل2). وبلغ عدد الوحدات السكنية 616 وحدة بمتوسط كثافة قدره 181.7 لكل كيلومتر مربع (470.6/ميل2).
وتوزع التركيب العرقي للبلدة بنسبة 40.41% من البيض و55.13% من الأمريكيين الأفارقة و0.63% من الأمريكيين الأصليين و0.86% من الأمريكيين ذوي الأصول الآسيوية و1.64% من الأعراق الأخرى و1.33% من عرقين مختلطين أو أكثر و2.66% من الهسبانيون أو اللاتينيون من أي عرق.
بلغ عدد الأسر 516 أسرة كانت نسبة 30.8% منها لديها أطفال تحت سن الثامنة عشر تعيش معهم، وبلغت نسبة الأزواج القاطنين مع بعضهم البعض 42.4% من أصل المجموع الكلي للأسر، ونسبة 20.7% من الأسر كان لديها معيلات من الإناث دون وجود شريك،  بينما كانت نسبة 4.5% من الأسر لديها معيلون من الذكور دون وجود شريكة وكانت نسبة 32.4% من غير العائلات. تألفت نسبة 29.7% من أصل جميع الأسر من عدة أفراد يعيشون في نفس المنزل ونسبة 15.7% كانت تتألف من شخص يعيش بمفرده يبلغ من العمر 65 عاماً أو أكثر. وبلغ متوسط حجم الأسرة المعيشية 2.46، أما متوسط حجم العائلات فبلغ 3.04.
بلغ العمر الوسطي للسكان 43.0 عاماً. وكانت نسبة 24% من القاطنين تحت سن الثامنة عشر، وكانت نسبة 8% بين الثامنة عشر والرابعة والعشرين عاماً، ونسبة 20.9% كانت واقعةً في الفئة العمرية ما بين الخامسة والعشرين والرابعة والأربعين عاماً، ونسبة 27% كانت ما بين الخامسة والأربعين والرابعة والستين، ونسبة 20.1% كانت ضمن فئة الخامسة والستين عاماً فما فوق. وتوزع التركيب الجنسي للسكان بنسبة 44.8% ذكور و55.2% إناث.

## أعلام
- جيمي كوكر
- بريتو غاردنر
- فيلي راندولف